# Aéroport international de Lambert-Saint-Louis

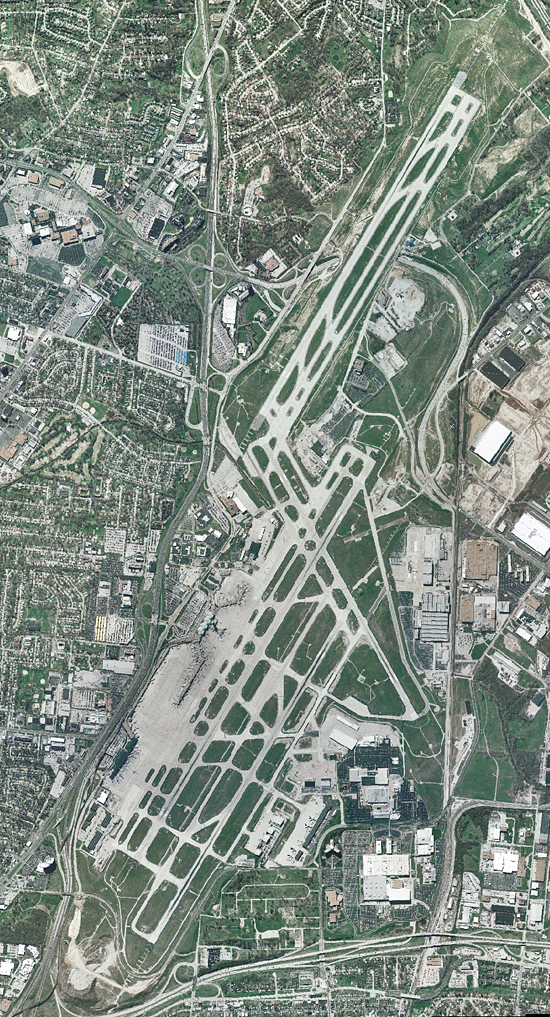

L'aéroport international de Lambert-Saint-Louis (en anglais : Lambert-St. Louis International Airport) (code IATA : STL • code OACI : KSTL • code FAA : STL) est le principal aéroport de la ville de Saint-Louis et de l'État du Missouri aux États-Unis.  
L'aéroport est situé à 16 kilomètres au nord-ouest de la ville de Saint-Louis. 
Les infrastructures aéroportuaires s'étendent sur les communes voisines de Berkeley et de Bridgeton.
Plus de 250 000 mouvements sont effectués annuellement et plus de 14 millions de passagers ont débarqué ou transité par cet aéroport en 2007.
L'aéroport doit son nom à Albert Bond Lambert, aviateur et aérostier américain originaire de Saint-Louis, qui fonda l'aéro-club de Saint-Louis au début du XXe siècle sur le terrain qui allait devenir l'aéroport actuel.

## Statistiques
Pour des raisons techniques, il est temporairement impossible d'afficher le graphique qui aurait dû être présenté ici.

Voir la requête brute et les sources sur Wikidata.

## Compagnies et destinations
| Compagnies           | Destinations |
| -------------------- | --- |
| Alaska Airlines      | San Diego, Seattle-Tacoma                                                                                            |
| Southwest Airlines   | - Los Angeles - Oakland - Portland - San Diego - Sacramento - San Francisco - San José (Californie) - Seattle-Tacoma |
| Sun Country Airlines | Las Vegas-Harry-Reid, Portland                                                                                       |
| United Airlines      | San Francisco |
| American Airlines    | Los Angeles, Phoenix-Sky Harbor En saison : Cancún                                                                   |
| Frontier Airlines    | Las Vegas-Harry-Reid                                                                                                 |